# Parafia św. Stanisława Biskupa Męczennika w Drobinie
Parafia św. Stanisława Biskupa Męczennika w Drobinie – parafia należąca do dekanatu raciąskiego, diecezji płockiej, metropolii warszawskiej. Mieści się przy ulicy Targowej. Duszpasterstwo w niej prowadzą księża diecezjalni.

## Obszar parafii

### Miejscowości i ulice
W granicach parafii znajdują się miejscowości:

- miasto Drobin
- Bełkowo,
- Bęchy,
- Biskupice,
- Budkowo,
- Chabowo,
- Cieśle,
- Dobrosielice,
- Dziewanowo,
- Karsy,
- Kłaki,
- Kuchary,
- Kunklewo,
- Milewko,
- Nagórki Olszowe,
- Niemczewo,
- Nowa Wieś,
- Siemki,
- Świerczyn,
- Świerczynek,
- Tupadły.